# N-Serie (Rakete)

N-I

N-II

Die N-Serie ist eine japanische Trägerraketen-Serie aus den 1970er Jahren. Sie wurde von der japanischen Raumfahrtagentur NASDA entwickelt. Die Raketen vom Typ Kappa (K-Serie ) und Lambda (L-Serie) boten wegen ihrer geringen Nutzlastkapazitäten keine Aussicht auf den Einstieg in die kommerzielle Raumfahrt, daher wurde das bewährte Programm der gelenkten Volkswirtschaft – zunächst Nachbau vorhandener Technologie und darauf aufbauend Eigenentwicklung – gewählt. Dabei wurde akzeptiert, dass für die Zeit der Verwendung US-amerikanischer Technologie keine (internationale) kommerzielle Nutzung möglich war. 

## Aufbau
Die Rakete wurde weitgehend auf Grundlage US-amerikanischer Technologien entwickelt. Die Vereinbarung dazu wurde im Oktober 1970 getroffen. Als Vorlage diente die Delta-M von McDonnell-Douglas. Die N-Trägerrakete war dreistufig: Die erste und zweite Raketenstufe besaßen einen Flüssigkeitsraketenantrieb, die dritte Stufe war mit einem Feststofftriebwerk ausgerüstet.

### Erste Raketenstufe
Die erste Raketenstufe ist identisch mit der ersten Stufe der Thor-Trägerrakete. Im Jahr 1972 bekam Mitsubishi Heavy Industries (MHI) die Lizenz zum Nachbau der Long-Tank-Thor. Das Thor-Flüssigkeitstriebwerks MB-3 III sollte Ishikawajima-Harima Heavy Industries (IHI) nachbauen. Als Vorlage zur Aneignung der Technologie wurden die ersten Triebwerke für fünf N-Raketen aus den USA geliefert. Die US-Version des Motors liefert einen Schub von 765 kN bei 218 Sekunden Brenndauer (spezifischer Impuls 2460 Ns/kg). Als Treibstoff dienten flüssiger Sauerstoff und Kerosin, die mittels Pumpen in die Brennkammer gefördert wurden. Die erste Stufe war zudem noch mit drei Feststoff-Boostern vom Typ Castor-II ausgerüstet, wodurch sich der Gesamtschub auf 1450 kN erhöhte (Lizenznehmer Nissan).

### Zweite Raketenstufe
Die zweite Raketenstufe der N-Serie ist eine japanische Eigenentwicklung mit dem lagerfähigen Stickstofftetroxid und Aerozin 50 als Treibstoff. Das druckgasbetriebene Flüssigkeitstriebwerk mit der Typenbezeichnung LE-3 wurde allerdings mit Unterstützung von US-Firmen gebaut. Insbesondere die Vernier-Steuerdüsen wurden in Lizenzen von TRW gefertigt. In Größe, Konzeption und Treibstoffen entsprach es in etwa dem Gegenstück Aerojet AJ10-118F der Delta, war aber nicht ganz so effektiv. Es entwickelte einen Schub von 53 kN. Die Brenndauer betrug 246 Sekunden, der spezifische Impuls betrug 285 Sekunden. Damit waren die Leistungsdaten erheblich niedriger als die der Delta. Auf der zweiten Stufe wurde die Flugsteuerung, eine Kombination von Radio- und Inertialssteuerung analog der von Bell Labs für die Delta gelieferten BTL-600 installiert. Die Produktion sollte Nippon Electric Co. Ltd. übernehmen.

### Dritte Raketenstufe
Als Antrieb für die dritte Stufe wurde ein amerikanisches Feststofftriebwerk vom Typ Thiokol TE-364-4 mit einem Schub von ungefähr 39 kN (Brenndauer 40 Sekunden) verwendet Die Produktion sollte Nissan übernehmen. 

### Nutzlastverkleidung
Die Nutzlastverkleidung wurde komplett aus den USA importiert.

## Einsatz
Die ersten sechs N-Trägerraketen starteten mit Flugleitsystemen aus den USA, da es in Japan zunächst Schwierigkeiten mit der neu entwickelten Bordelektronik gab. Der Erstflug erfolgte am 9. September 1975 vom Tanegashima Space Center aus. Dabei wurde der 82,5 kg schwere japanische Testsatellit Kiku in eine Erdumlaufbahn zwischen 1105 und 977 km Höhe geschossen. Beim dritten Start am 23. Februar 1977 wurde mit Kiku-2 (ETS-2) der erste geostationäre Satellit Japans gestartet. Damit war Japan das dritte Land, das diese Technologie beherrschte. Nach sieben Starts endete der Einsatz der N-I. Bei zwei Starts versagte die Apogäums-Stufe.

## N-II
Zur Nutzlasterhöhung der Rakete wurde der Treibstofftank der ersten Stufe verlängert und diese mit neun Feststoff-Boostern versehen (NKai-I-Trägerrakete). Es entstand ein Abbild der Delta 1904, die in dieser Form allerdings in den USA nie flog. Die Verbesserung der zweiten Raketenstufe und damit einhergehende Nutzlasterhöhung auf 500 kg führte zum Typ N-II (NKai-II). Dabei musste noch stärker auf Lizenzen zurückgegriffen werden. Die N-II wurde achtmal erfolgreich eingesetzt.